# My Kantele
My Kantele – minialbum fińskiego zespołu Amorphis, wydany w maju 1997 przez wytwórnię Relapse Records. Zawiera akustyczną wersję utworu "My Kantele" z albumu Elegy, oraz cztery niepublikowane wcześniej piosenki.

## Twórcy
- Esa Holopainen - gitara, gitara akustyczna
- Peka Kasari - perkusja
- Tomi Koivussaari - gitara, gitara akustyczna, gitara rytmiczna, śpiew
- Pasi Koskinen - śpiew
- Olli-Pekka Laine - gitara basowa
- Kim Rantala - instrumenty klawiszowe

## Lista utworów
1. "My Kantele" (wersja akutyczna; Holopainen) – 5:57
2. "The Brother-Slayer" (Koskinen) – 3:37
3. "The Lost Son (The Brother-Slayer Pt. II)" (Amorphis) – 4:35
4. "Levitation" (cover Hawkwind; Brock) – 5:52
5. "And I Hear You Call" (cover Kingston Wall; Kingston Wall) – 4:40